# Franz Schwarzenböck
Franz Xaver Schwarzenböck (* 24. Juli 1923 in Miesbach; † 10. Oktober 2010 in Weyarn) war von 1972 bis 1999 Weihbischof in München und Freising.

## Leben

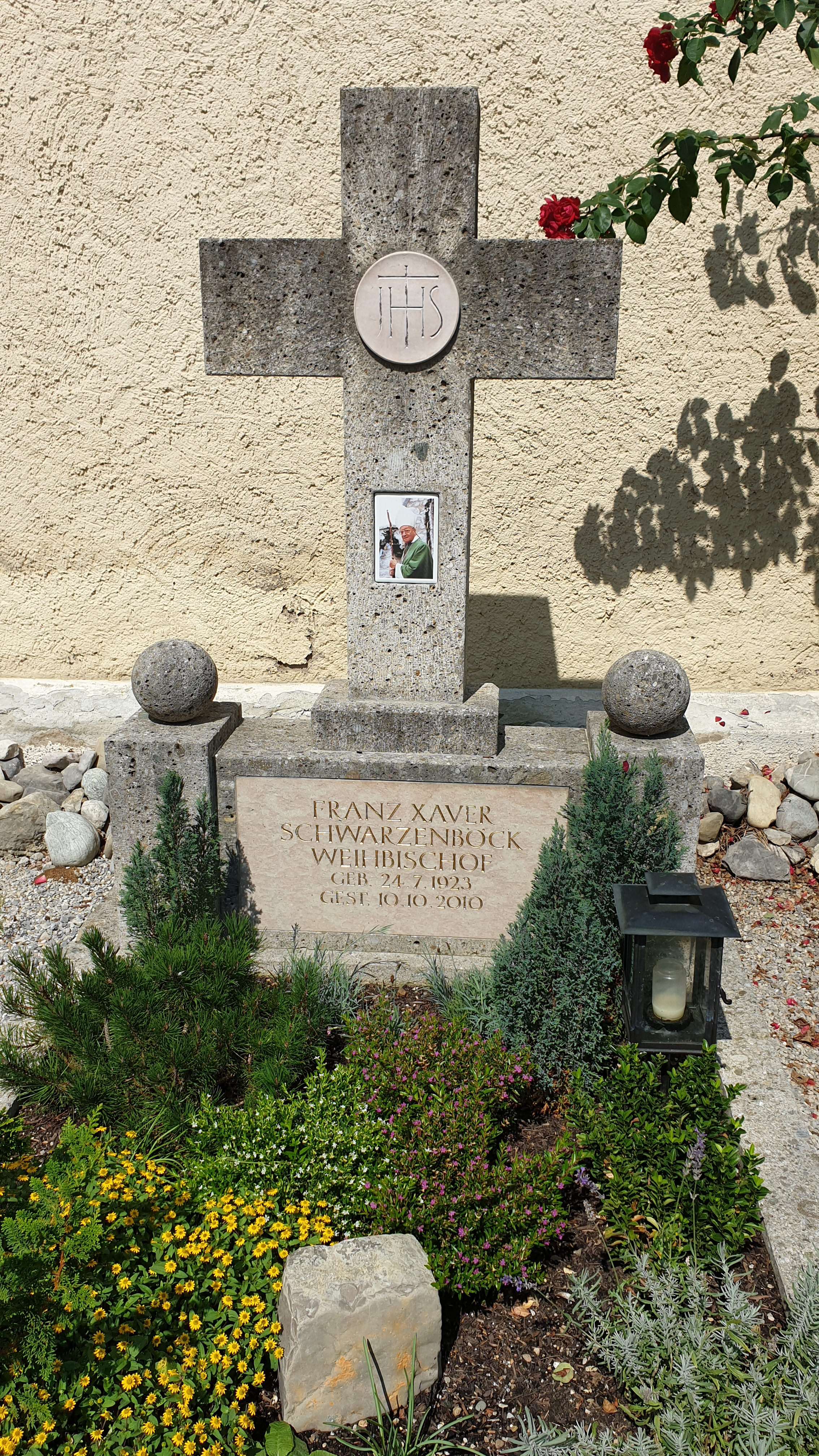
Grabstätte Franz Xaver Schwarzenböck, Klosterkirchhof Weyarn

Franz Schwarzenböck wurde im Zweiten Weltkrieg zum Kriegsdienst in die Wehrmacht eingezogen. Am 25. Oktober 1944 erhielt er als Unteroffizier des 14./Gren.Rgt. 61 die Ehrenblattspange des Heeres. Nach Kriegsende trat Schwarzenböck in das Erzbischöfliche Priesterseminar in Freising ein. 1951 empfing Schwarzenböck zusammen mit weiteren 42 Seminaristen, darunter Joseph Ratzinger, dem späteren Papst Benedikt XVI., und Weihbischof Heinrich Graf von Soden-Fraunhofen, durch Michael Kardinal Faulhaber die Priesterweihe. Er war anschließend Kaplan an der Mariahilfkirche in München-Au. Seit 1958 war er Diözesanjugendpfarrer; 1964 wechselte Schwarzenböck in das Seelsorgereferat des Ordinariats und wurde 1968 dessen Leiter (Ordinariatsrat, Seelsorgeamtsleiter).
Am 3. Januar 1972 ernannte Papst Paul VI. Franz Schwarzenböck zum Titularbischof von Vageata und bestellte ihn zum Weihbischof im Erzbistum München und Freising. Am 18. März 1972 spendete ihm Julius Kardinal Döpfner im Dom St. Maria u. St. Korbinian in Freising die Bischofsweihe; Mitkonsekratoren waren Josef Stangl, Bischof von Würzburg, und Josef Stimpfle, Bischof von Augsburg. Bis zu seinem altersbedingten Rücktritt, dem Papst Johannes Paul II. am 22. Dezember 1998 zustimmte, war Schwarzenböck Regionalbischof der Seelsorgeregion Süd, zu der auch sein Heimatort Miesbach gehört. Dem Metropolitankapitel München gehörte er als Domkapitular seit 1973 an, von 1986 bis 1998 als Dompropst. In der Freisinger Bischofskonferenz war er Beauftragter für die kirchliche Jugendarbeit und firmte mehrere zehntausende junger Menschen.
Von 1974 bis 1990 hatte Franz Schwarzenböck die Leitung des Ökumenereferats des Erzbistums inne und war Vorsitzender der Bischöflichen Ökumene-Kommission. Zudem war er langjähriger Diözesan-Pilgerleiter, Präsident des Bayerischen Pilgerbüros und Beauftragter der Deutschen Bischofskonferenz für die Deutsche Katholische Auslandsseelsorge.

## Ehrungen
- Bayerischer Verdienstorden
- Bundesverdienstkreuz.